# Axiidae
Famille
Les Axiidae sont une famille de crustacés décapodes.
Le nom d'Axiidae a aussi désigné une famille de lépidoptères, désormais appelée Cimeliidae.

## Liste des genres
Selon World Register of Marine Species (25 septembre 2024) :
- genre Acanthaxius Sakai & de Saint Laurent, 1989
- genre Alienaxiopsis Sakai, 2011
- genre Allaxiopsis Sakai, 2011
- genre Allaxius Sakai & de Saint Laurent, 1989
- genre Amakusaxius Sakai, 2011
- genre Ambiaxiopsis Komai, 2011
- genre Ambiaxius Sakai & de Saint Laurent, 1989
- genre Anophthalmaxius de Man, 1905
- genre Australocaris Poore & Collins, 2009
- genre Axiopsis Borradaile, 1903
- genre Axiorygma
- genre Axius Leach, 1815
- genre Bathyaxius Sakai, 2014
- genre Boasaxius Sakai, 2011
- genre Bouvieraxius Sakai & de Saint Laurent, 1989
- genre Calastacus Faxon, 1893
- genre Calaxiopsis Sakai & de Saint Laurent, 1989
- genre Calaxius Sakai & de Saint Laurent, 1989
- genre Calocarides Wollebaek, 1908
- genre Calocaris Bell, 1853
- genre Carolinaxius Kou, Poore & Li, 2021
- genre Coralaxius Kensley & Gore, 1981
- genre Dorphinaxius Sakai & de Saint Laurent, 1989
- genre Eiconaxiopsis Sakai, 2011
- genre Eucalastacus Sakai, 1992
- genre Eutrichocheles Wood-Mason, 1876
- genre Formosaxius Komai, Lin & Chan, 2010
- genre Guyanacaris Sakai, 2011
- genre Leonardsaxius Sakai, 2011
- genre Levantocaris Galil & Clark, 1993
- genre Litoraxius Komai & Tachikawa, 2007
- genre Lophaxiopsis Sakai, 2011
- genre Lophaxius Kensley, 1989
- genre Manaxius Kensley, 2003
- genre Marianaxius Kensley, 1996
- genre Michelaxiopsis Poore & Collins, 2009
- genre Montanaxius Dworschak, 2016
- genre Oxyrhynchaxius Parisi, 1917
- genre Parascytoleptus Sakai & de Saint Laurent, 1989
- genre Paraxiopsis de Man, 1905
- genre Paraxius Spence Bate, 1888
- genre Pilbaraxius Poore & Collins, 2009
- genre Pillsburyaxius Sakai, 2011
- genre Planaxius Komai & Tachikawa, 2008
- genre Pseudoaxiopsis Sakai, 2011
- genre Ralumcaris Sakai, 2011
- genre Scytoleptus Gerstaecker, 1856
- genre Spongiaxius Sakai & de Saint Laurent, 1989

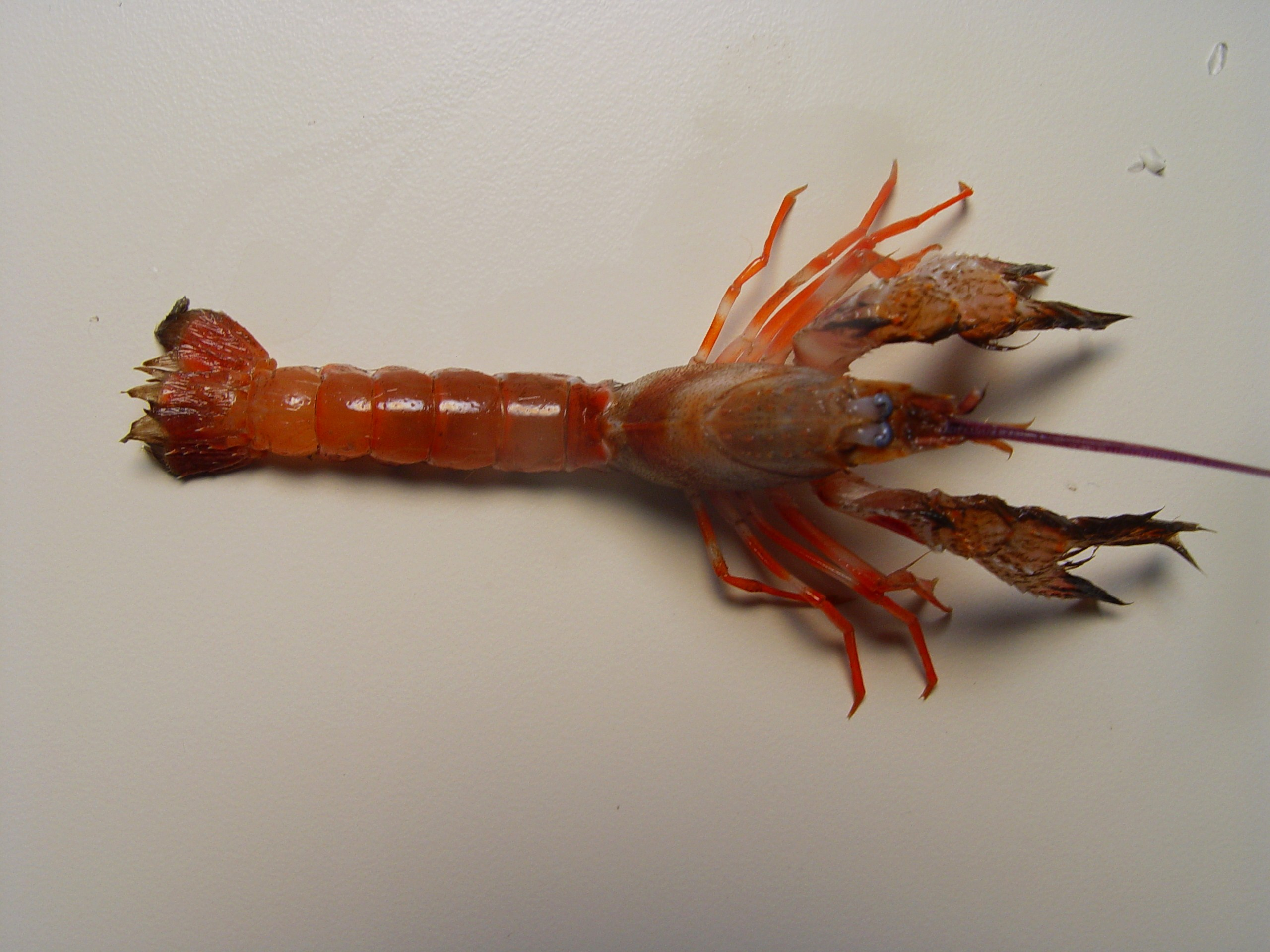
Acanthaxius hirsutimanus
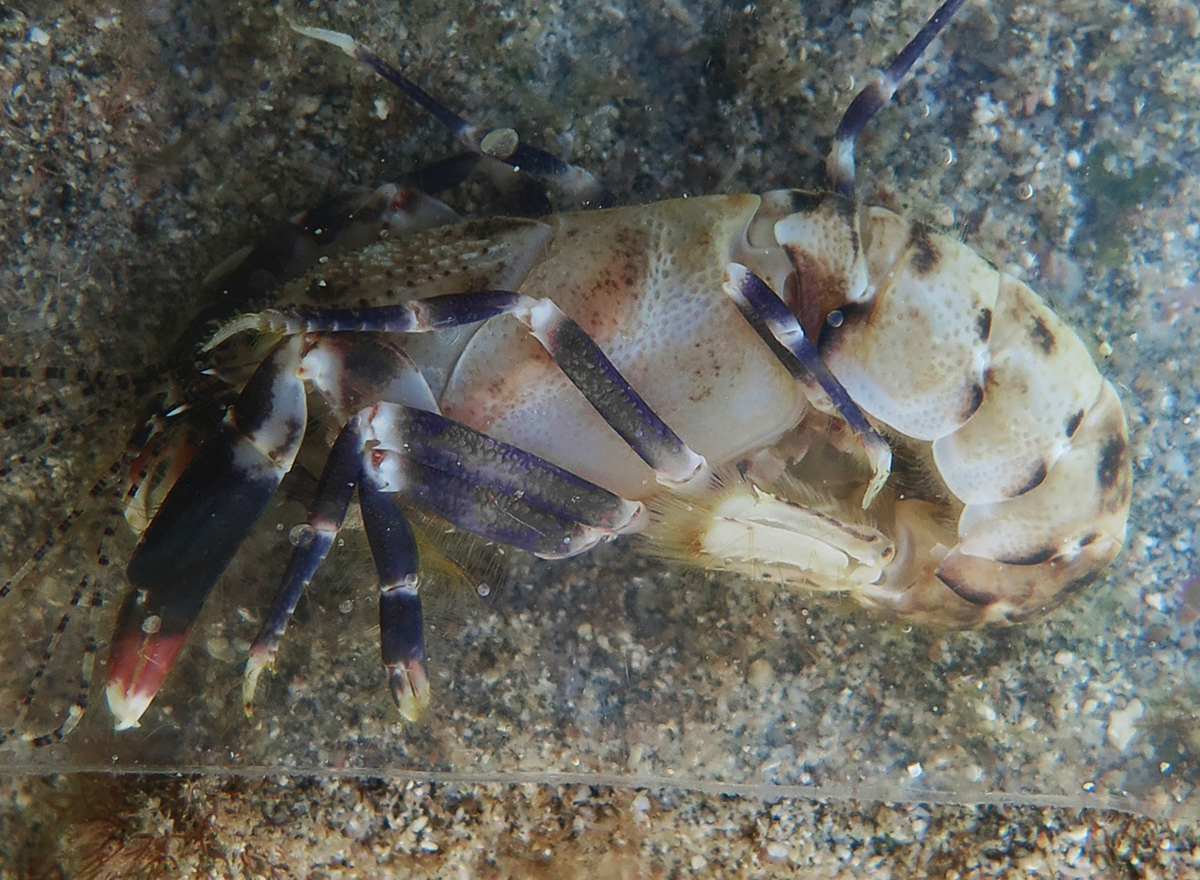
Axiopsis pica
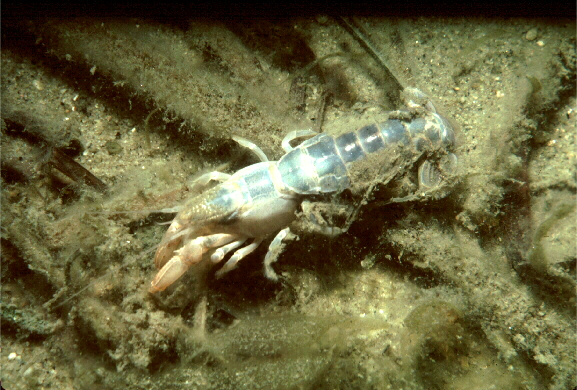
Axius serratus
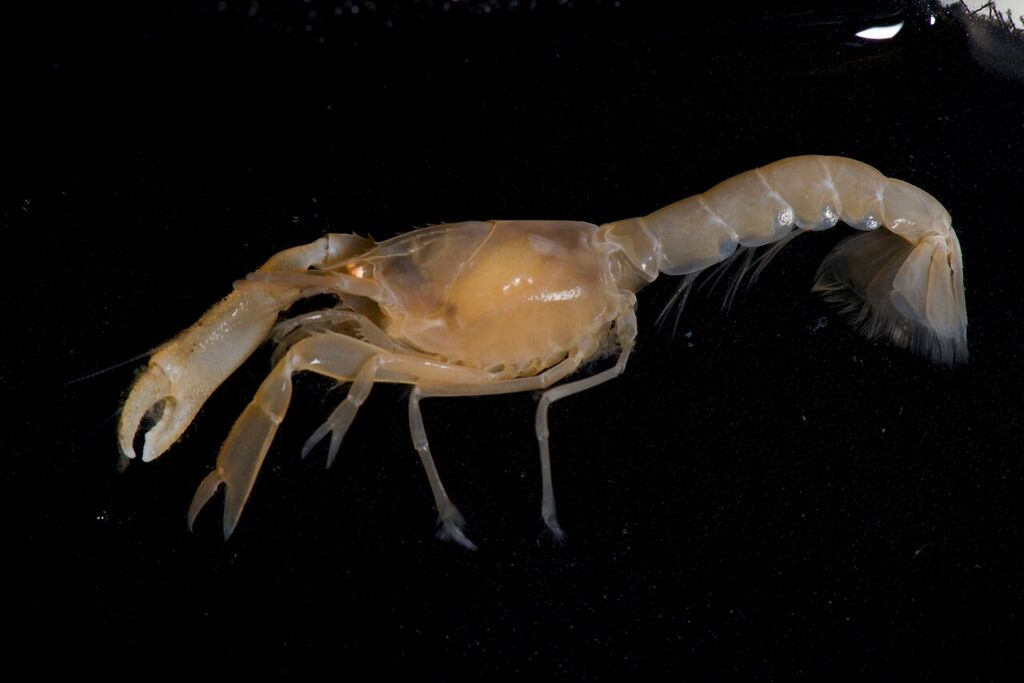
Calocarides coronatus
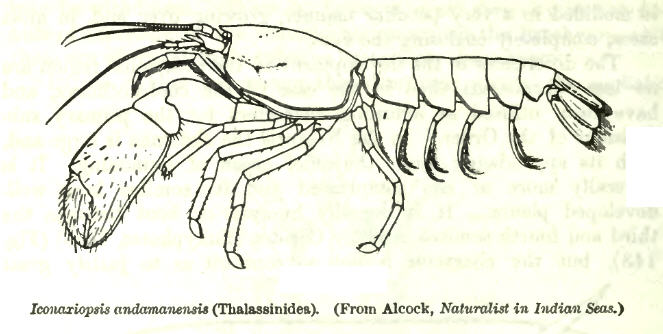
Eiconaxius andamanensis